# 老翁龍舌蘭
老翁龍舌蘭（学名：Agave schidigera）為天门冬科、龍舌蘭亚科、龍舌蘭屬的多年生常綠多肉植物。原產於墨西哥海拔高度900至2500公尺山區，性喜光照充足。引進臺灣後對於平地適應狀況良好，園藝造景之外也可盆栽觀賞。

## 特征
葉片由植株基部呈放射狀生長，整體外觀有如蓮座。葉片狹長漸尖，葉緣有白色捲曲之絲狀物，越近中心處越為密集。前輩應是將此特徵與老翁之白髮做了聯想，於是有了「老翁」之命名。不過其正式學名中的種小名schidigera/「生針刺的」強調的則是其葉尖具銳刺的另一特徵。據資料，老翁龍舌蘭極少開花，甚至有終生只開一次花的說法。

## 名稱混用現象
老翁龍舌蘭在民間常被稱為「瀧之白絲」或是「亂雪」。「瀧之白絲」與「亂雪」皆為日文翻譯過來的名稱。前者對應的是老翁龍舌蘭，後者對應的則是學名為Agave filifera Salm-Dyck的「絲龍舌蘭」. 老翁龍舌蘭與「絲龍舌蘭」由於外觀極其相似，從而造成此一名稱混用之現象。也基於此相似性，現有學人將老翁龍舌蘭視為絲龍舌蘭之亞種，給予它一個新學名：Agave filifera subsp. schidigera (Lem.) B.Ullrich。關於老翁龍舌蘭與絲龍舌蘭之區別,有國外資料指出絲龍舌蘭容易產生側芽且習於叢生，而老翁龍舌蘭則不易產生側芽並習於單株生長。

## 圖示

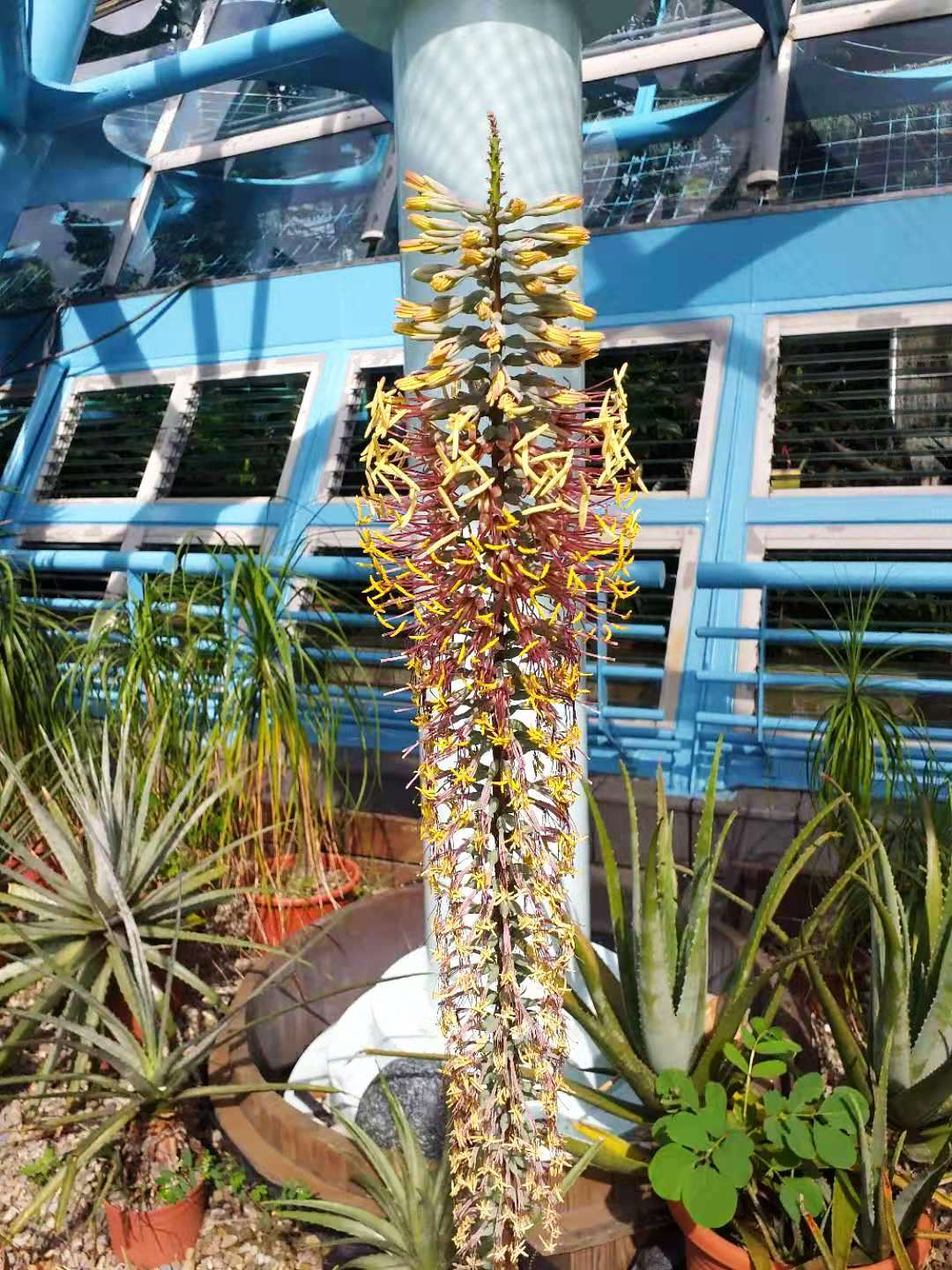
近200公分的巨型花序
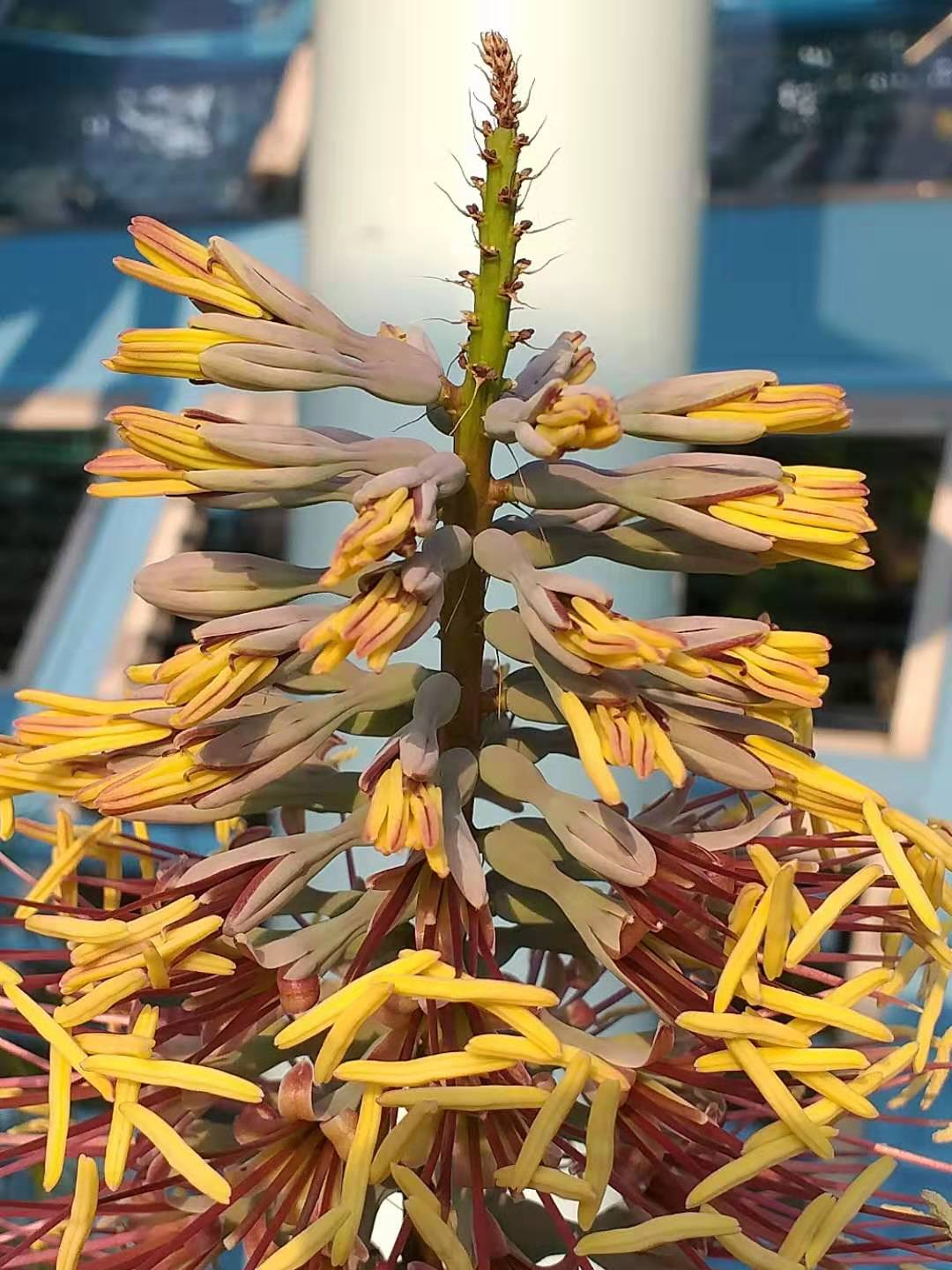
花朵結構
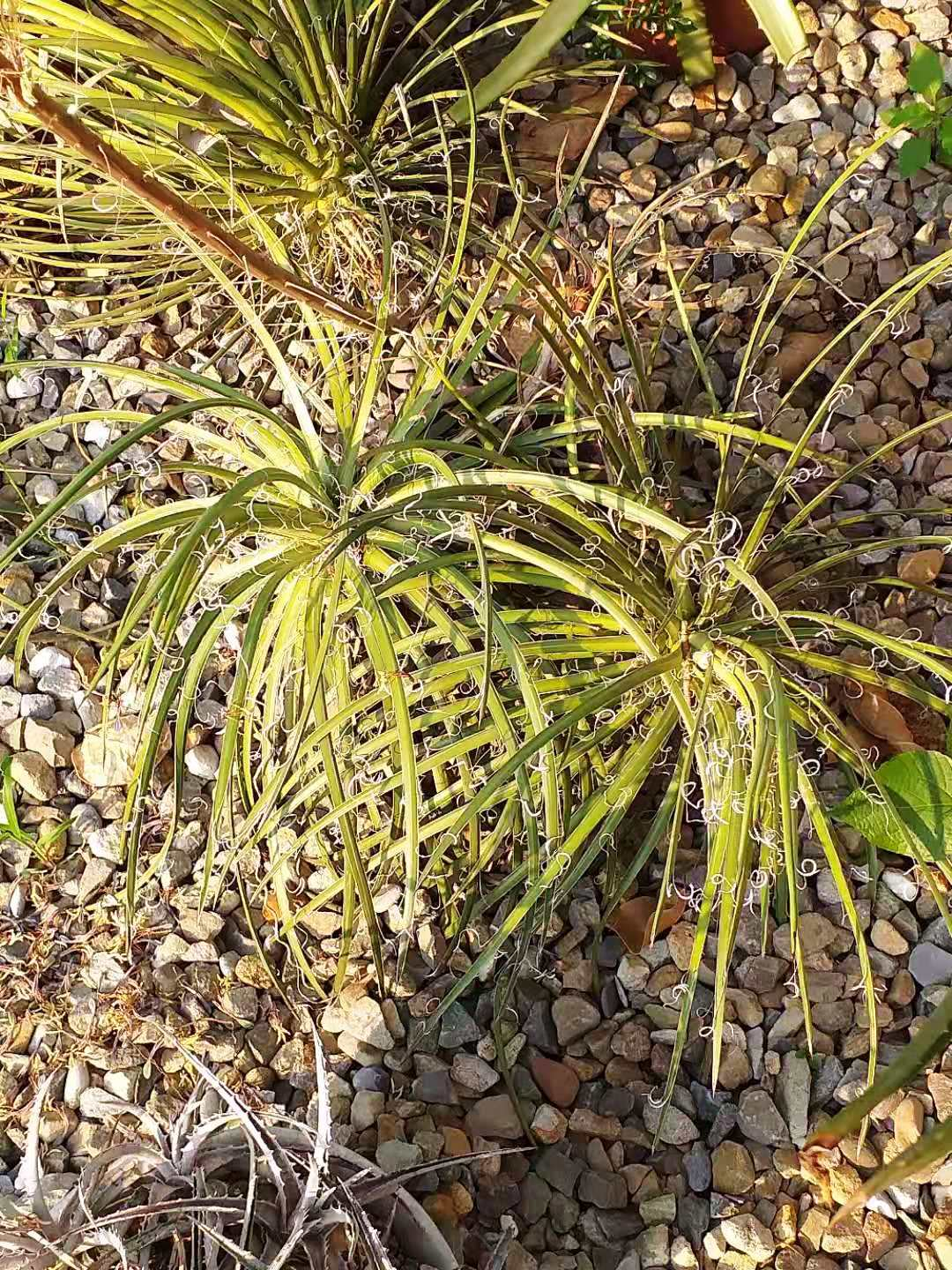
花莖自葉叢中伸出
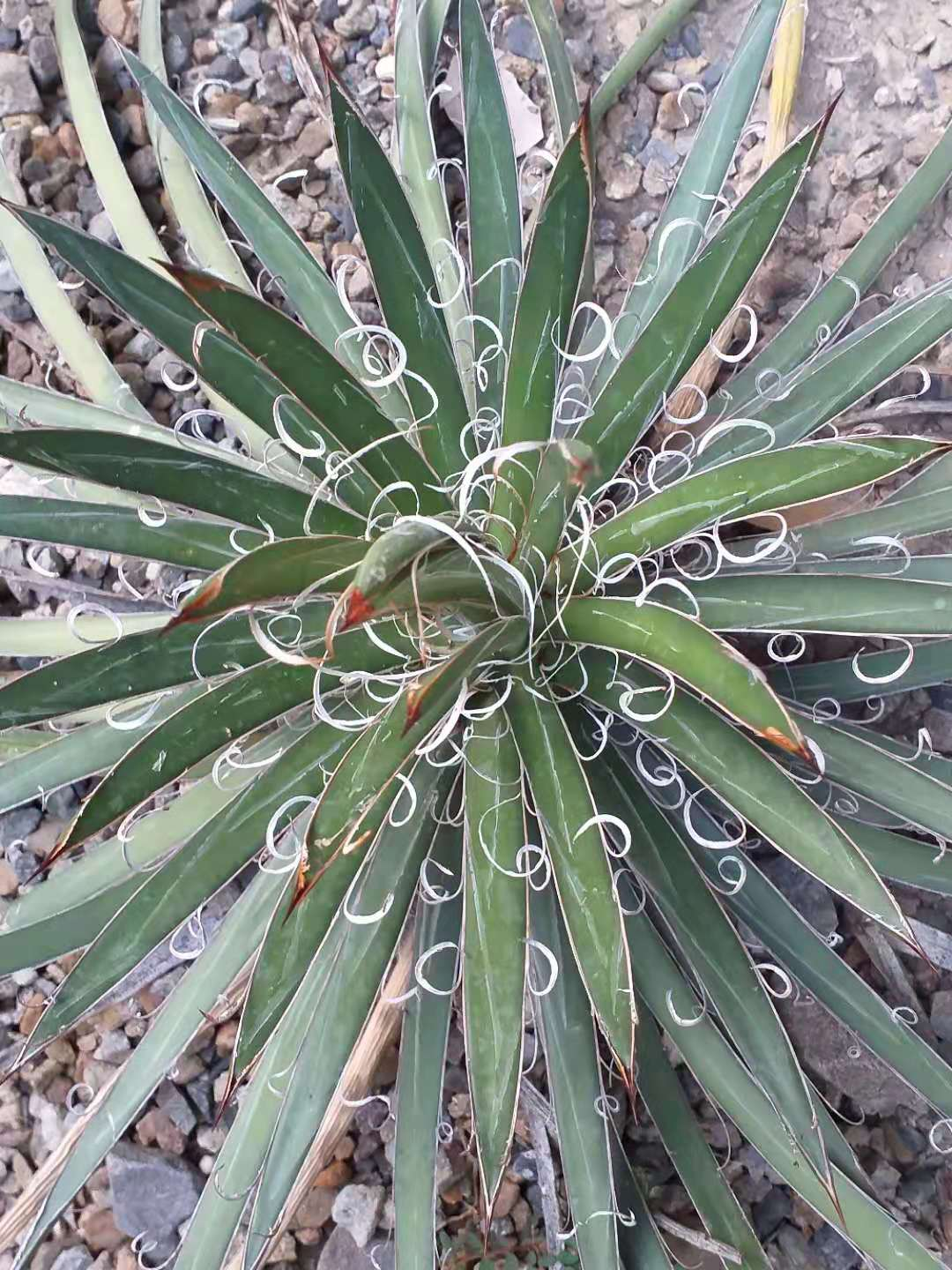
呈幾何圖案的「瀧之白絲」

## 擴展閱讀
- 維基物種上的相關：老翁龍舌蘭
- 维基共享资源上的相關多媒體資源：老翁龍舌蘭